# Ataguate
Ataguate (pl. Ataguates), jedno od plemena američkih Indijanaca iz grupe Jebero, jezične porodice Cahuapanan, na zapadu bazena Amazone u kraju oko rijeke Marañón u Peruu. Bauchat i Rivet (1909) ih vode kao podpleme Chéberosa, bez sumnje zbog njihove blizine s tim plemenom, istočno od Chébero sela na desnoj strani rijeke Aipena i možda na laguni Atagua.
Četrdesetih godina 17. stoljeća u području Marañóna osnivane su tri misije za Jeverose. Pleme Ataguate 1648. na misiji San José de Ataguates. Chantre y Herrera (1901) kaže da su ih na nju smjestili misionari de la Cueva i Perez. Ostale dvije bile su San José de Cutinanas i San Pablo de Pandabeques (1646.).